# Joachim Ichane
Joachim Ichane (* 27. Juni 1986 in Niort) ist ein französischer Fußballspieler.

## Karriere
Ichane begann seine Karriere in seiner Geburtsstadt beim Chamois Niort. Dort stand er ab 2004 im zweitklassigen Profikader, debütierte für den Verein aber erst nach dem Abstieg in die dritte Liga im folgenden Jahr. Allerdings konnte er lediglich in zwei Spielen zum Wiederaufstieg beitragen. Im November 2006 feierte er auch sein Zweitligadebüt, wurde in der Saison darüber hinaus jedoch nicht mehr eingesetzt. Daher entschied er sich für einen Wechsel und unterschrieb 2007 zum Stade Laval. Dort avancierte er in der dritten Liga zum Stammspieler und erreichte 2009 mit dem Team dem Aufstieg. Nachdem in der Saison 2009/10 zu keinem einzigen Einsatz gekommen war, wechselte er zum ebenfalls zweitklassigen Stade Reims. Zunächst wurde er dort regelmäßig eingesetzt. In der zweiten Spielzeit bestritt er hingegen nur noch zwei Einsätze, sodass er sich 2012 für einen Wechsel zum Drittligisten AS Cherbourg entschied. 
Bei Cherbourg erkämpfte er sich einen Stammplatz, konnte aber nicht verhindern, dass der Verein 2013 den Gang in die Viertklassigkeit anzutreten hatte. Persönlich schaffte Ichane mit seinem Wechsel zur in Südfrankreich beheimateten Étoile Fréjus-Saint-Raphaël den Verbleib in der dritthöchsten Spielklasse. Diesem Klub blieb er jedoch nur ein Jahr lang treu, ehe er im Sommer 2014 beim Fünftligisten Le Puy Foot unterschrieb.